# SoftBank
SoftBank Corp. (ソフトバンク株式会社 Sofutobanku Kabushiki-gaisha) (TYO: 9984
) er en japansk telekommunikations- og internetvirksomhed. Virksomheden opererer indenfor bredbånd, fastnettelefoni, e-handel, Internet, online medier, teknologiservices, finans, massemedier, marketing og andre forretningsområder. Softbank har en markedsandel på omkring 30 % indenfor mobiltelefoni & mobildata i Japan og dyster med KDDI og hvem der er næststørst på det japanske marked.
SoftBank blev grundlagt i Tokyo 3. september 1981 og virksomhedens markedsværdi var 1. april 2014 på 92 mia. amerikanske dollar.
Softbanks datterselskaber omfatter bredbåndsselskabet SoftBank BB, datacentervirksomheden IDC Frontier, spil-virksomheden GungHo Online Entertainment og forlaget SB Creative. Koncernen har desuden ejerandele selskaber som Yahoo!, E-Trade, Ustream.tv, EF Education First og Morningstar. SBI Group er en finansvirksomhed som begyndte i 1999 som en division i Softbank.
Andre datterselskaber i koncernen er SoftBank Mobile (99.99%), Sprint Corporation (80 % pr 6. august 2013 ), SB Creative, Yahoo! Japan (~35 %), GungHo Online Entertainment (58,5 %), og Alibaba Group (37%).